# Armand de Kersaint
Pour les autres membres de la famille, voir Kersaint.
Armand de Kersaint, de son nom complet Guy-Armand Simon de Coëtnempren, comte de Kersaint, né  le 20 juillet 1742 au Havre et mort guillotiné le 4 décembre 1793 à Paris, est un officier de marine, écrivain (essayiste) et homme politique  de la fin du XVIIIe siècle.
Favorable à la Révolution française, il est élu député à l'Assemblée législative en 1791, puis à la Convention nationale à partir de 1792. Membre au groupe des girondins, il refuse de voter la mort de Louis XVI en janvier 1793 ; il est déchu de son mandat en juillet 1793, à la suite de la victoire des montagnards du 2 juin et subit ensuite le sort de nombre des membres du groupe.  

## Biographie
Il est issu d'une famille noble de Bretagne, les Coëtnempren de Kersaint.

### Débuts dans la Marine pendant la guerre de Sept Ans
Garde-marine à Brest en novembre 1755 après avoir fait une campagne comme volontaire dans l’escadre de Mac Nemara, il est promu enseigne de vaisseau en avril 1757. Il embarque sur L'Intrépide, commandé par son père, Guy François de Kersaint, participe à la campagne d’Angola et des Antilles et aux combats livrés à cette occasion. Passé l’année suivante sur l’Améthyste et en 1760 sur l’Opale, il navigue aux Antilles en mission d’escorte
La paix revenue, il repasse dans ces eaux[pas clair] en 1765 sur La Danaé. Enseigne de vaisseau, il reçoit le commandement de la chaloupe canonnière La Lunette en 1767 et prend part à la campagne du Maroc sous les ordres du comte de Breugnon. Ce dernier, envoyé extraordinaire de Louis XV, signe  le 28 mai 1767 un traité avec Mohammed III. 
Sur la Belle-Poule en 1768 aux Antilles, il est promu lieutenant de vaisseau en février 1770 et commanda en 1771 le Rossignol à la Martinique.

### Participation à la guerre d'indépendance américaine (1778-1783)
Commandant la Favorite (1776-1777), puis l’Iphigénie (mars 1778), il fait avec cette frégate une fructueuse campagne en Manche sous les ordres du comte d’Orvilliers puis aux Antilles au cours de laquelle il prend les frégates britanniques Lively (en) et Cérès puis participe aux opérations contre la Dominique. capitaine de vaisseau en mars 1779, il combat en 1780 dans l’escadre du comte de Guichen contre l'amiral Rodney et s’empare le 29 avril d’une corvette britannique.
En janvier 1782, commandant une division de cinq bâtiments menés par l’Iphigénie, il attaqua et fit capituler les établissements d’Essequibo et de Berbice en Guyane conquis l'année précédente pas les Anglais. 

### Dernières années de l'Ancien Régime (1784-1789)
Revenu en France à la paix, il s’intéressa à divers problèmes techniques (doublage en cuivre, voiles, cuisines à bord), voyagea en Grande-Bretagne et inonda les bureaux de projets de réforme de la marine. Commandant le Réfléchi en 1784, le Léopard en 1787, il expérimenta sur ce vaisseau, à la demande du ministre, diverses innovations techniques. 
En 1789, il est très fier de son invention : une certaine coupe triangulaire pour les basses voiles des vaisseaux. Son projet est partout repoussé. Le 16 décembre 1789, il démissionne de la marine. Il est alors âgé de 47 ans.

### La Révolution: période de la Monarchie constitutionnelle (1789-1792)
Rallié aux idées nouvelles, président de l’assemblée des électeurs de Paris en 1789, il présente vainement à l'Assemblée nationale constituante un plan de réorganisation de la marine. C'est l'officier de vaisseau qui s'engage le plus à fond dans la Révolution. Il multiplie ses idées utopiques auprès de la Constituante. Il souhaite rétablir la presse, moins coûteuse que le système des classes. La Constituante le repousse.
Promu contre-amiral en janvier 1792, administrateur du département de la Seine, il s’inscrit au Club des jacobins, puis à celui (beaucoup plus modéré) des Feuillants, créé à la suite de la Fusillade du Champ-de-Mars (17 juillet 1791). 
Il est élu député suppléant de Paris à l'Assemblée législative (octobre 1791).

### Période de la première République (à partir de septembre 1792)
Après la chute de Louis XVI (10 août 1792), il est élu député de la Seine-et-Oise à la Convention nationale qui proclame la République le 21 septembre 1792. Il se range dans la faction des Girondins (Brissot, Vergniaud, Condorcet), opposés aux Montagnards (Robespierre, Danton, Desmoulins).
La Convention, alors favorable aux girondins, le désigne pour siéger dans trois des huit comités de cette nouvelle assemblée. Il est le seul avec Jean-Marie François Merlino, député de l'Ain, à rallier autant de suffrages, signe de la réputation qu'il a acquise. » Il est promu Vice-amiral en janvier 1793. 
A la fin du procès de Louis XVI (novembre 1792-janvier 1793), il vote pour la réclusion. Sommé de se rétracter à la barre de la Convention, il refuse et démissionne le 20 janvier 1793. Cette démission marque le début d'un fatal engrenage, le voile se déchire. Il est comte, breton et catholique. La mort du Roi, c'est trop.[pas clair] Il écrit : « Si j'ai été réduit à être le collègue des panégyristes et des promoteurs du 2 septembre [il évoque ici les massacres de Septembre 1792], je veux défendre ma mémoire du reproche d'avoir été leur complice… Demain, il ne sera plus temps ». Sa démission, jugée « impudente » par la Convention[réf. nécessaire], n'est pas acceptée. 
On entre alors dans une phase de lutte à mort entre girondins et montagnards. Les girondins gouvernent toujours, mais subissent échec sur échec (affaire Marat, notamment). Du Bouchage[réf. nécessaire] ayant émigré, Kersaint est candidat au poste de ministre de la Marine, mais est récusé par l'Assemblée.

### La défaite des girondins (juin 1793) et la mort
Malgré l'insurrection parisienne de mai-juin 1793, qui aboutit à la mise en accusation de vingt-deux députés girondins, il ne veut pas émigrer[pas clair]. Destitué en juillet 1793, il est arrêté à Ville-d'Avray le 2 octobre, enfermé à la prison de l'Abbaye, jugé par le Tribunal révolutionnaire le 4 décembre 1793, condamné à mort et guillotiné le même jour.

### Famille
Il est le père de l'écrivaine Claire de Duras, auteur d’Ourika, et le frère de Guy Pierre de Kersaint.

## Écrits
Armand de Kersaint a laissé un certain nombre d'écrits sur la politique et sur la marine et a collaboré à plusieurs journaux :
- Le Rubicon, 1789 ;
- Considérations sur la force publique et l'institution des gardes nationales ;
- Institutions navales ou Premières vues sur les classes et l'administration de la France, considérée dans ses rapports maritimes ;
- Secondes vues de la formation et constitution du corps militaire de la marine, 1789, in-8o ;
- Lettres à Mirabeau sur l'élection du directoire du département de Paris, 1791, in-8o ;
- Discours sur l'organisation de l'artillerie et de l'infanterie de la marine, 1792 ;
- Discours sur l'organisation provisoire du service de mer, 1792, in-8o ;
- le Naufrage et la mort du comte de Boulainvilliers , Versailles, an VI ;
- Discours sur les monuments publics, Paris, Didot, 1792 ;

## Hommages

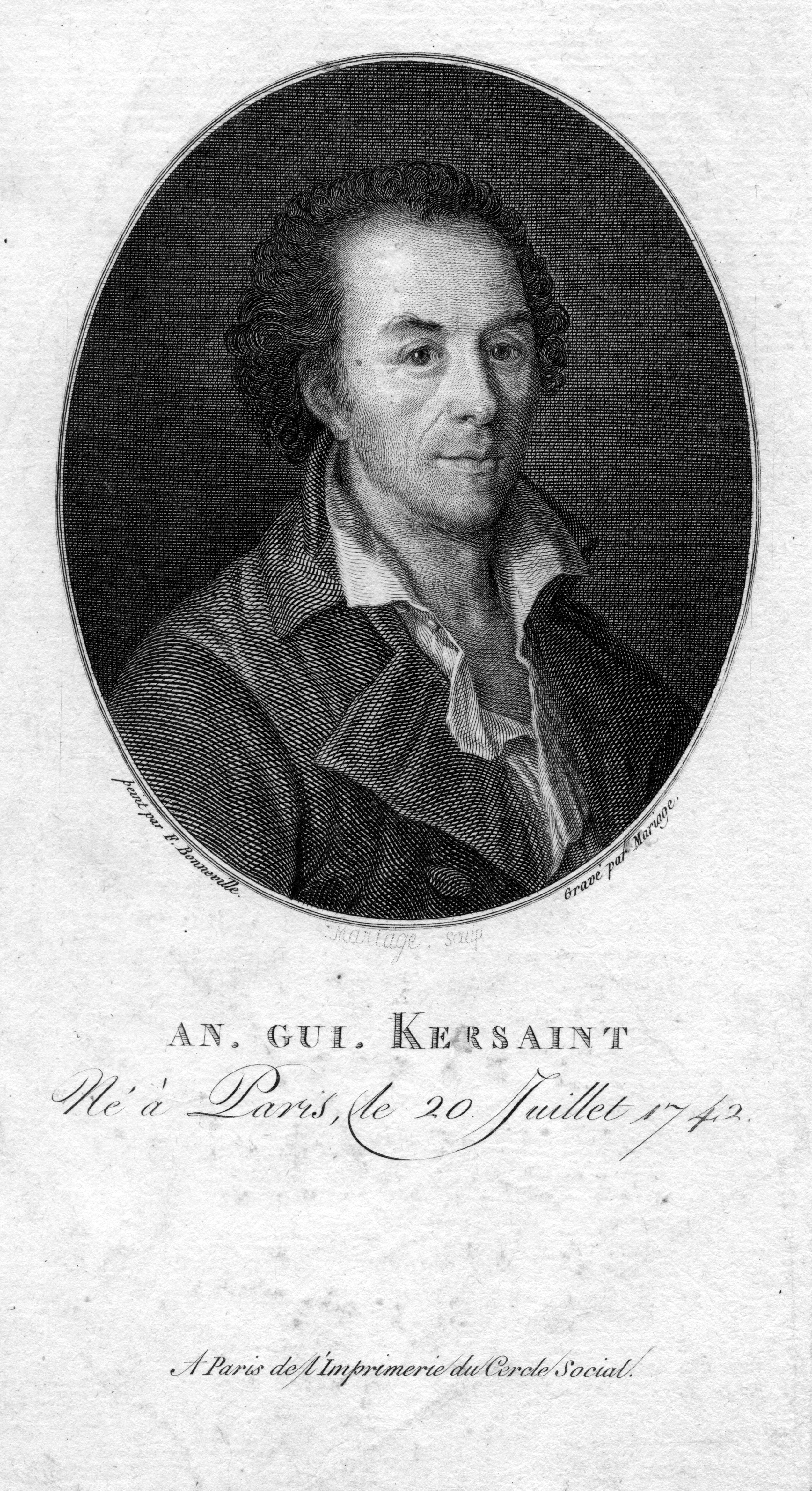
Armand de Kersaint (musée de la Révolution française).

Cinq bâtiments de la Marine nationale française ont porté le nom de Kersaint :
- Un aviso de 1re classe (1897-1919).
- Un croiseur de 2e classe(1898 – 1919).
- Un transport (Amiral de Kersaint) (1903-1917).
- Un contre-torpilleur (1931-1942).
- Un escorteur d'escadre (1956-1985).